# Guipry-Messac
Guipry-Messac ist eine französische Gemeinde mit 7.243 Einwohnern (Stand 1. Januar 2022) im Département Ille-et-Vilaine in der Bretagne. Sie entstand als Commune nouvelle mit Wirkung vom 1. Januar 2016 durch die Fusion der ehemaligen Gemeinden Messac und Guipry. Die Bewohner nennen sich die Guissacois oder Guissacoises.

## Geographie
Nachbargemeinden sind Saint-Malo-de-Phily im Norden, Pléchâtel im Nordosten, Bain-de-Bretagne und La Noë-Blanche im Osten, Grand-Fougeray im Südosten, Langon und Sainte-Anne-sur-Vilaine im Süden, Saint-Ganton im Südwesten, Lieuron und Pipriac im Westen und Guignen und Lohéac im Nordwesten.

## Gliederung
| Ortsteil                 | ehemaliger INSEE-Code | Fläche (km²) | Einwohnerzahl zum 1. Januar 2018 |
| ------------------------ | --------------------- | ------------ | -------------------------------- |
| Guipry                   | 35129                 | 50,35        | 3830                             |
| Messac (Verwaltungssitz) | 35176                 | 41,64        | 3204                             |

## Sehenswürdigkeiten
Siehe: Liste der Monuments historiques in Guipry-Messac